# This Used to Be My Playground
This Used to Be My Playground – singiel Madonny wydany w 1992 roku. Piosenka ta została użyta w filmie "Ich własna liga" (ang. A League of Their Own), w którym wraz z Madonną wystąpili m.in. Geena Davis i Tom Hanks. Początkowo singel pojawił się na albumie Barcelona Gold (z okazji Igrzysk Olimpijskich Barcelona 1992), później dołączono ją do kompilacji najlepszych ballad Madonny zatytułowanej Something to Remember.
Piosenka spotkała się z pozytywnymi recenzjami krytyków, którzy uznali ją za istotne nagranie w repertuarze artystki. Przyniosła Madonnie nominację do Złotego Globu za najlepszą oryginalną piosenkę. Singiel zdobył szczytową pozycję na Billboard Hot 100, stając się jej dziesiątym z rzędu numerem jeden. Osiągnął również szczyty list przebojów w Kanadzie, Finlandii, Włoszech i Szwecji, a jednocześnie dotarł do pierwszej dziesiątki list przebojów w Australii, Belgii, Francji, Niemczech, Irlandii, Holandii, Norwegii, Hiszpanii, Szwajcarii i Wielkiej Brytanii. Madonna stała się wówczas artystką z największą liczbą singli numer jeden w USA, w tej kategorii pokonując Whitney Houston. Piosenka nigdy nie została wykonana na żywo.